# Nelsonia canescens
Nelsonia canescens är en akantusväxtart som först beskrevs av Jean-Baptiste de Lamarck, och fick sitt nu gällande namn av Spreng.. Nelsonia canescens ingår i släktet Nelsonia och familjen akantusväxter. Inga underarter finns listade i Catalogue of Life.